# Tollos
Tollos – gmina w Hiszpanii, w prowincji Alicante, we wspólnocie autonomicznej Walencja, o powierzchni 15,97 km². W 2011 roku liczyła 45 mieszkańców.